# Aula invertida
El aula invertida (en inglés: flipped classroom) es una modalidad de aprendizaje semipresencial o mixto. El término “aprendizaje mixto” es la traducción del inglés blended learning. Este tipo de aprendizaje pretende utilizar dos estrategias, la presencial y la virtual, tomando en cada momento lo mejor de ellas.
Es un modelo pedagógico que plantea la necesidad de transferir parte del proceso de enseñanza y aprendizaje fuera del aula con el fin de utilizar el tiempo de clase para el desarrollo de procesos cognitivos de mayor complejidad que favorezcan el aprendizaje significativo. 
En mayor detalle la Red de Aprendizaje Invertido (Flipped Learning Network, FLN) lo define así: «un enfoque pedagógico en el que la instrucción directa se desplaza de la dimensión del aprendizaje grupal a la dimensión del aprendizaje individual, transformándose el espacio grupal restante en un ambiente de aprendizaje dinámico e interactivo en el que el facilitador guía a los estudiantes en la aplicación de los conceptos y en su involucramiento creativo con el contenido del curso». Concretamente, el aula invertida «consiste en asignar a los estudiantes textos, videos o contenidos adicionales para revisar fuera de clase. En este caso el tiempo en el aula no implica necesariamente un cambio en la dinámica de la clase; por tanto, puede o no llevar a un aprendizaje invertido»
La implantación de este modelo se ha visto favorecida por las potencialidades que la Web 2.0 ofrece para la búsqueda, la creación, la publicación y la sistematización de los recursos a través de internet, abriendo así las posibilidades para el proceso de enseñanza-aprendizaje y alterando los roles tradicionales que docentes y estudiantes poseen.

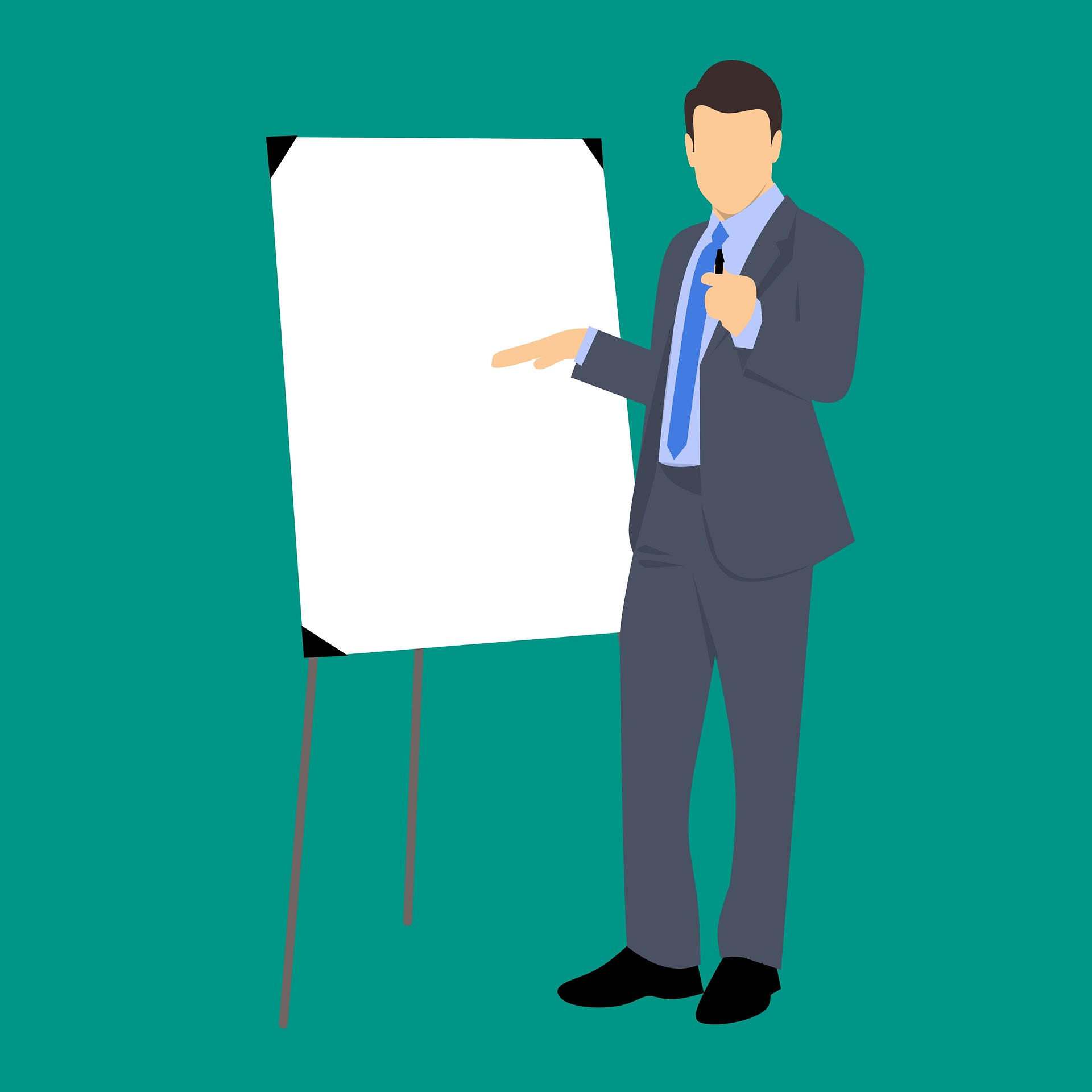
Esta imagen corresponde a la fase inicial de grabación del modelo educativo aula invertida, donde el profesor realiza una clase magistral de 10-15 minutos, utilizando una videocámara como instrumento principal.

## Orígenes del término
En 1993, Alison King publicó "Sage on the Stage a Guide on the Side", en el que se centra en la importancia del uso del tiempo de clase para la construcción de significado en lugar de la transmisión de información. Aunque no ilustra directamente el concepto de "dar la vuelta" a un aula, el trabajo de King a menudo se cita como un impulso para una inversión que permite el espacio educativo para el aprendizaje activo. En la bibliografía de principios de los años 90 existen varios ejemplos de este tipo de actividades, como los estudios de Angelo y Cross (1993) o de Bean (1996).
El profesor de Harvard Eric Mazur tuvo un papel importante en el desarrollo de conceptos que influyen en el aula invertida a través del desarrollo de una estrategia de instrucción que llamó instrucción entre pares. Mazur publicó un libro en 1997 titulado "Instrucción entre pares: Manual del usuario" (Peer Instruction: A User's Manual) que describe esta estrategia. Su enfoque, que movió la transferencia de información fuera del aula y la asimilación de información dentro del aula, le permitió instruir a los estudiantes para que se centraran en su aprendizaje en vez de en la propia lección.
El término aula invertida (en inglés: flipped classroom) fue originalmente acuñado por Walvoord y Johnson Anderson (1998). Las autoras proponen un modelo donde los estudiantes, antes de la clase, tienen un primer acercamiento con el contenido. Ya en la clase, se fomenta la comprensión del contenido (sintetizar, resolver problemas) mediante un aprendizaje activo. Con el objetivo de asegurar que los estudiantes realicen la preparación necesaria para el trabajo en el aula, estos deben llevar a cabo una serie de actividades (ensayos, cuestionarios, etc.) antes de la clase.
Posteriormente, Lage, Platt y Treglia (2000) describen un enfoque similar a la clase invertida. El término se usa para detallar la estrategia de clase implementada en la asignatura de Economía, aunque se refiere al empleo de técnicas similares en todas aquellas disciplinas en las que el profesor solicita el acercamiento a temas específicos previos a la clase. La diferencia propuesta en el aula invertida es el uso de tecnología multimedia (videoconferencias, presentaciones) para acceder al material de apoyo fuera del aula, lo cual lo clasifica dentro de los modelos mediados por tecnología.

## Historia
Clintondale High School fue el primer colegio estadounidense en realizar una transformación radical de aula tradicional a aula invertida, debido a que se encontraba en el ranking de los peores centros.  Sus resultados fueron tan drásticos que disminuyó el fracaso escolar en todas las áreas. El director, Greg Green, realizaba este tipo de metodología para enseñarle técnicas de béisbol a su hijo de 11 años. En el año 2010, él y Andy Scheel, profesor del centro, decidieron innovar y poner en práctica la metodología en una clase de la materia de Ciencias Sociales. Al cabo de un tiempo, analizaron y compararon sus resultados y comprobaron que la menor calificación obtenida fue C+.
Uno de los colaboradores más reconocibles del aula invertida es Salman Khan. En 2004 comenzó a grabar vídeos por petición de su primo, al que daba clases particulares, ya que creía que las lecciones grabadas le permitirían omitir segmentos que ya dominaba y repetir aquellas partes en las que encontraba mayor dificultad. Poco después fundó Khan Academy basado en este modelo. Khan Academy se ha convertido en sinónimo del aula invertida; sin embargo, estos vídeos son solo una forma de la estrategia de aula invertida.
En 2007 popularizaron el modelo Jonathan Bergman y Aarom Sams, docentes del Instituto Woodland Park en Colorado (EE. UU.), quienes descubrieron un software para grabar presentaciones en Powerpoint y publicaron las lecciones en internet para que aquellos estudiantes que no habían asistido a las clases pudieran tener acceso a las mismas. Las lecciones se fueron incrementando y su uso se hizo viral en numerosos estudiantes. Además, ambos profesores dieron charlas a otros docentes sobre el método de aula invertida para enseñar a los alumnos fuera del aula. Tan grande fue la aceptación que diversos docentes comenzaron a usar lecciones en vídeo y vídeo podcasts fuera del aula y aprovechaban el tiempo de clase para realizar ejercicios y trabajar en equipo.
El colegio San Gabriel fue el primer centro español con metodología invertida. Al igual que Clintondale High School, el fracaso escolar era cada vez mayor y el número de alumnos estaba en alrededor de un centenar. Tras varios años de investigaciones, comenzaron su gran proyecto como un colegio "Flipped" en el curso 2014-15.
En España hay varios autores trabajando en el aula invertida, muy asociados con el aprendizaje en línea. También se han hecho traducciones al castellano de la literatura científica más destacada que existía en inglés.
A partir de 2017, son muchos los canales de YouTube de profesores que utilizan Flipped Classroom.

## Fundamentos teóricos
Los fundamentos teóricos para justificar el aula invertida se centran de forma principal en dedicar el tiempo de clase a tareas en las que el alumnado sea el protagonista del aprendizaje (resolver problemas, trabajar de forma colaborativa, etc.) y no a la realización de explicaciones teóricas que pueden realizarse en casa a través de diferentes medios tecnológicos, permitiendo así la adaptación a los diferentes ritmos de aprendizaje del alumnado.
Esto nos hace insistir en la idea de que el aula invertida no es una técnica, sino un modelo pedagógico que puede enriquecer el aprendizaje del alumnado. Relacionado con este concepto se encuentra la idea del debate como medio de aprendizaje. Esta idea señala que esta práctica entre los estudiantes estimula su esfuerzo en el aula. También se ha esbozado métodos prácticos para asegurar que los alumnos vengan a la clase preparados para discutir un tema, desde las primeras etapas de preparación de los estudiantes para participar en la discusión hasta las etapas finales de evaluación de su significado y efectos.
Esta metodología se basa en las teorías de Piaget y Vygotsky, por un lado parte de los principios del constructivismo y el aprendizaje colaborativo expuesto por Piaget, además, el aprendizaje cooperativo se deriva de la Zona de desarrollo próximo de Vygotsky.
El constructivismo se considera el origen de las teorías de los enfoques basados en la resolución de problemas y el aprendizaje activo que es lo que se pretende a través de la puesta en práctica del aula invertida en el aula. Finalmente, la Teoría del aprendizaje experiencial de David A. Kolb se basa en Piaget, Dewey y Lewin.

## Pilares del aula invertida
Cuatro son los pilares del aula invertida, definidos mediante sus siglas FLIP (flipped classroom):
- Entorno flexible (Flexible environment): Los educadores crean espacios adaptables donde los alumnos eligen cuándo y dónde aprenden, proporcionándoles una gran adaptabilidad al proceso. Además, los docentes que invierten sus clases son flexibles en sus expectativas, en los tiempos de aprendizaje y en la evaluación de los estudiantes.
- Cultura de aprendizaje (Learning culture): El modelo de aprendizaje flipped cambia deliberadamente la instrucción hacia un enfoque centrado en el alumno, en el que el tiempo de clase se dedica a explorar los temas con mayor profundidad y a crear más oportunidades de aprendizaje. Los estudiantes participan activamente en la construcción del conocimiento, al tiempo que evalúan su aprendizaje de una manera que puede ser personalmente significativa.
- Contenido intencional (Intentional content): Los educadores piensan continuamente sobre cómo pueden utilizar el modelo FLIP para ayudar a los estudiantes a desarrollar la comprensión conceptual y la fluidez de procedimiento. Los profesores emplean contenido intencional para maximizar el tiempo de clase con el fin de adoptar métodos y estrategias activas de aprendizaje centrados en el estudiante.
- Educador profesional (Professional educator): Los educadores profesionales observan continuamente a sus alumnos, proporcionándoles retroalimentación relevante en cada momento, así como evaluación de su trabajo. Los educadores profesionales son reflexivos en su práctica, interactúan entre sí para mejorar la calidad de su docencia, aceptan la crítica constructiva y toleran el “caos controlado en sus aulas”.[27]

## Rol del profesor
Al darle la vuelta a la clase, el rol como docente también debe de darse la vuelta.El profesor aquí toma el papel de guía en el proceso educativo, y apoya a los estudiantes en la resolución de los problemas en las actividades. Entre las competencias del docente en Flipped Learning podemos encontrar:

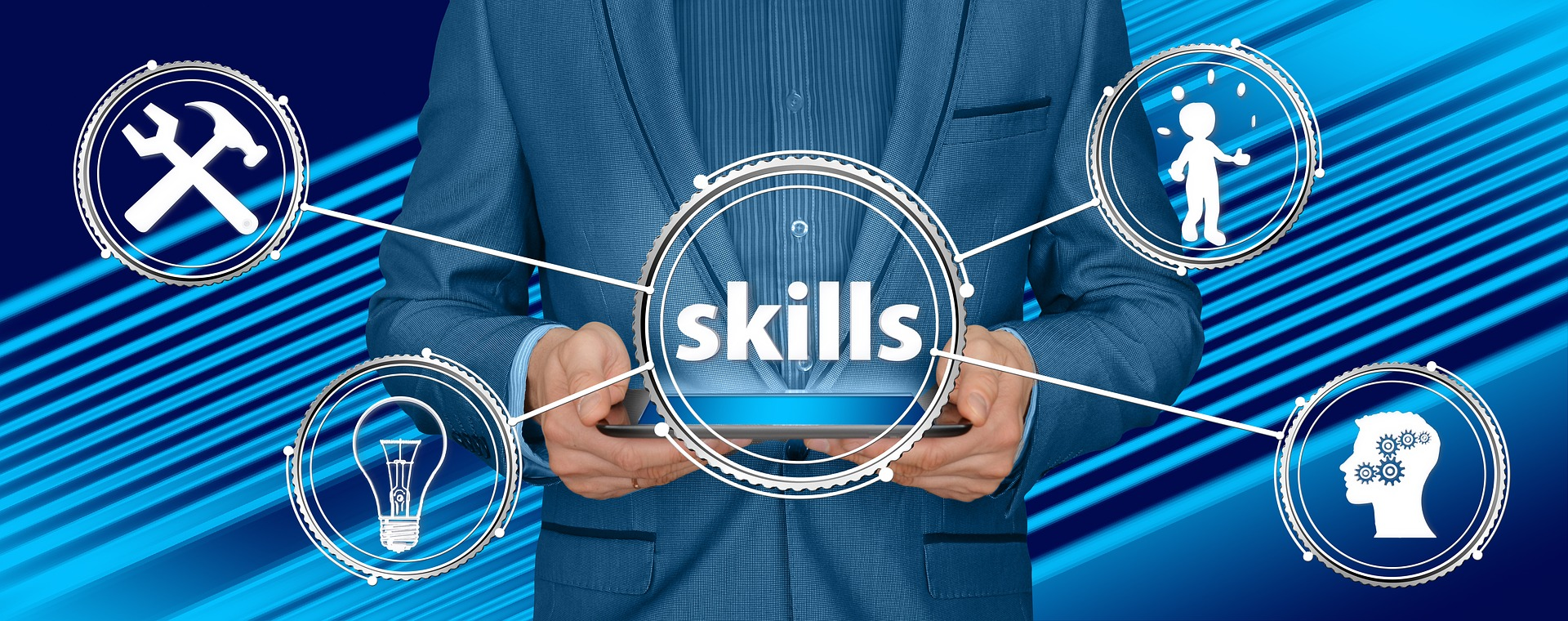
Habilidades (en inglés: skills) que debe poseer un profesor en el modelo de aprendizaje aula invertida.

- Detectar el potencial del alumno tanto en las diferentes áreas curriculares como en sus habilidades sociales y personales.
- Debe de tratar que los alumnos aprendan por descubrimiento para así afianzar sus aprendizajes y sean significativos.
- Fomentar la motivación ayudándose del Aprendizaje Basado en el Pensamiento, ya que con las rutinas y destrezas del pensamiento el alumno aprende más y mejor.
- Dar autonomía al alumno para así conseguir alumnos autónomos y reflexivos. capaces de liderar su propia vida.
- Enseñar y aprender a pensar, dotando al ambiente del proceso de un carácter crítico y participativo.
- Responder y solucionar las dudas que tengan los alumnos.[30]
- Proporcionar retroalimentación periódicamente.[30]
- Proporcionar motivación y recordar las tareas a lo largo del curso.[30]
- Identificar los obstáculos y dificultades que se presentan para ofrecer la ayuda necesaria al alumno.[30]

### Formación permanente del profesorado
La idea de que la tecnología desplaza a los docentes está más que superada, y vamos llegando a la conclusión de que su uso depende cada vez más de la actitud que tengan los docentes hacia ella, su creatividad, y sobre todo su formación a nivel  pedagógico y tecnológico. Por ello es necesaria la formación permanente del profesorado para poder enfrentarse a los avances tecnológicos que está sufriendo la sociedad actual, aplicarlos a la educación y por ende, en el uso del modelo Flipped Classroom.
El trabajo de los profesores previo a la realización de la Flipped Classroom es muy importante, pues el tiempo de clase se libera para que se pueda facilitar la participación de los estudiantes en el aprendizaje activo a través de preguntas, discusiones y actividades aplicadas que fomentan la exploración, la articulación y aplicación de ideas. Por todo ello, la formación permanente del profesorado es imprescindible en el desarrollo de la “clase invertida”, al igual que en todos los procesos educativos donde se empleen las TIC.
En referencia a esto el profesor Salman Khan, fundador de la Academia Khan, destaca que el modelo de aula inversa por un lado cambia el rol del profesor facilitando mucho más la comunicación con sus alumnos, y por otro crea la oportunidad a los estudiantes de aprender a través de un sinfín de actividades interactivas.

## Rol del estudiante
El alumno se convierte en el protagonista del proceso de aprendizaje. Adquiere un papel activo, ya que tiene la responsabilidad de su aprendizaje de forma activa, participativa, autónoma, comunicativa, y colaborativa.
El alumno puede elegir el tipo de material que mejor se ajusta a su forma de aprender, además, puede trabajar a su propio ritmo , evitando así que la clase tenga que aumentar o reducir el ritmo para esperar o alcanzar a otros alumnos. También, los alumnos tienen más posibilidades de participar en la toma de decisiones al colaborar con otros compañeros de clase, resolviendo problemas y desarrollando un pensamiento crítico. El uso de aula invertida, permite diseñar itinerarios personalizados del aprendizaje, teniendo en cuenta los puntos fuertes, debilidades e intereses del alumnado.
El estudiante construye su conocimiento mediante la búsqueda y síntesis de información, e integrándola con competencias de comunicación, indagación, pensamiento reflexivo, resolución de problemas, etc. Debe hacer suya la información y transformarla en conocimiento significativo y funcional para él. Tiene un papel como colaborador y algunas veces experto.
Fuera del aula y antes de cada clase, el alumno es el responsable de trabajar de manera autónoma los materiales facilitados por el docente. Es competente en la organización y planificación de las tareas, y en el tratamiento de la información para aprender a aprender, así como en el manejo de las Nuevas Tecnologías.
En el aula, al comienzo de la clase, tiene preguntas concretas en su mente para dirigir su aprendizaje. Durante la clase, participa y colabora en el grupo en la realización de actividades prácticas propuestas por el docente. Los estudiantes interaccionan entre sí, y se ayudan mutuamente.
Son competentes en el trabajo en equipo y colaborativo.
Después de clase, sigue aplicando los conocimientos adquiridos tras las recomendaciones del profesor.
La metodología de aula invertida permite al alumnado dejar de ser un receptor de información que luego ha de gestionar en su domicilio donde ha de realizar las actividades marcadas por el docente y que no siempre termina comprendiendo.
Ahora es el protagonista de su aprendizaje, por tanto adquiere una mayor responsabilidad ante el proceso.
Su aprendizaje ahora es más significativo, al adquirir en casa los conocimientos necesarios luego los podrá aplicar en el aula realizando actividades de profundización mediante proyectos y trabajo cooperativo.
La Flipped Classroom permite que el alumnado revise los contenidos tantas veces como desee o necesite, de este modo no depende del ritmo de aprendizaje de sus compañeros. Se favorecerá la cohesión grupal, al realizar más actividades de modo cooperativo.
Por tanto el alumno de esta metodología debe ser:
- Autónomo, ya que debe trabajar en casa los contenidos que se le facilitan.
- Activo.
- Competente para el trabajo en equipo.

## Rol de la familia
En edades inferiores tenemos que tener muy en cuenta el rol de las familias en el proceso enseñanza aprendizaje y sobre todo cuando desarrollamos esta metodología conocida como aula invertida. Es importante informar a las familias sobre la evolución del proceso haciendo hincapié en la forma que tendrán los maestros de enseñar y además la forma de evaluar.
Hay una gran diversidad de tipología de familias en cuanto a la involucración en la educación de sus hijos, existiendo familias muy despreocupadas y donde prima la dejadez ante la educación de sus hijos, algo totalmente contrario a la tipología de familia que necesitamos para desarrollar esta metodología.
La mayoría de las veces las familias se muestran con una gran incertidumbre ante cambios innovadores como la utilización de esta metodología. La mejor solución para evitar opiniones no deseadas ante estos cambios es la comunicación entre ambas partes para que en todo momento estén informados de las premisas que se pueden desarrollar con esta metodología como es por ejemplo reuniones generales o tutorías personales para hablar sobre el canal de comunicación, el sitio web donde estará la información, tipo de evaluación, etc.
Al compartir los docentes la información con las familias mediante las herramientas que se utilicen en clase, se les permite poder ampliar sus conocimientos sobre los contenidos que sus hijos estén viendo en la escuela, tener una mayor práctica con las TIC como los ordenadores, teléfonos móviles…, para aquellos que no estén muy familiarizados con estos dispositivos. Por lo que, de una forma indirecta, también les va a permitir a ellos aprender simultáneamente sus hijos. No solo los padres, sino toda la familia, pueden ver y obtener conocimientos sobre algún tema en concreto fuera del aula. Por lo que esos audios y vídeos están educando de forma indirecta a muchas personas que no forman parte de la comunidad educativa.

### Orientación de las familias por metodología aula invertida
La orientación de las familias también se podría realizar según la modalidad de aprendizaje Flipped Classroom. Esta modalidad permitiría dar información a las familias acerca de las diferentes etapas de los alumnos, conceptos educativos, respuesta a sus inquietudes y muchas posibilidades más.
- ¿Cómo participan las familias? Aportando ideas, sugerencias, mostrando su interés por determinados temas de contenido, compartiendo experiencias, viendo vídeos de contenido y realizando los cuestionarios y actividades prácticas que acompañen a este contenido.

- ¿Cómo participan los profesores? Principalmente buscando y/o construyendo vídeos de contenido, comprobando las respuestas de las familias, preparando tareas, administrando grupos de trabajo y compartiendo experiencias.

Sobre esta información existe un Trabajo fin de Grado  realizado en la Universidad de la Rioja que muestra un estudio.

## Clase tradicional frente a clase invertida
El campo de la educación está evolucionando y avanzando de una manera muy rápida, y con ello, los procesos de enseñanza-aprendizaje a consecuencia este desarrollo. El docente debe tomar conciencia de que su papel como simple transmisor ya no funciona en la educación actual, sino que debe convertirse en un guía y creador de contenido en el proceso de aprendizaje.

En una clase tradicional, el docente posee la autoridad respecto a la selección de los contenidos y en la presentación de los mismos mientras que los estudiantes son meros receptores de contenidos manteniéndose preferentemente en los niveles más bajos de la Taxonomía de Aprendizaje de Bloom. De esta manera, el diseño didáctico se plantea desde lo presencial a través de clases magistrales y exámenes los cuales se complementan con algunas lecturas de textos y  resolución de problemas. 

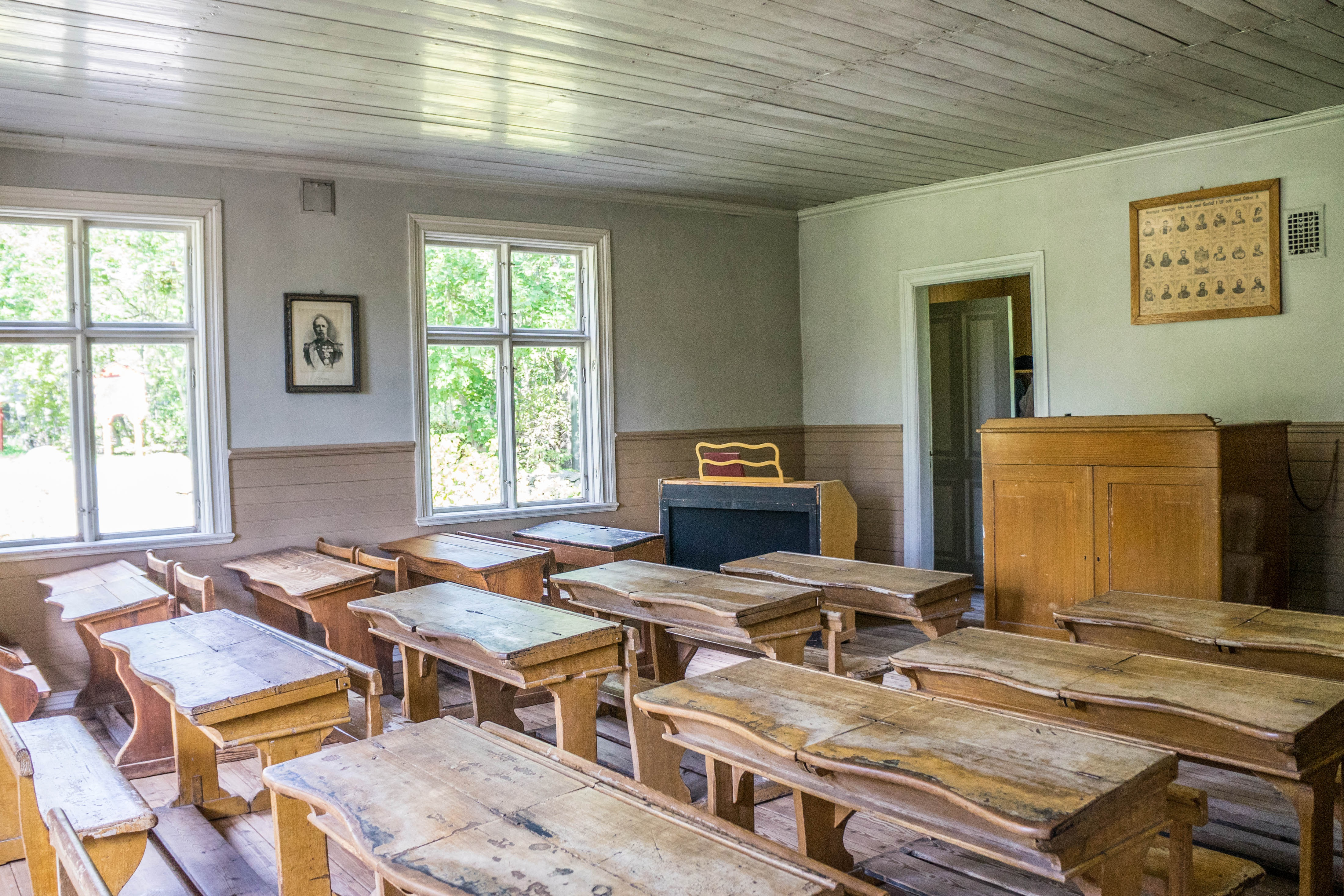
Ejemplo de aula tradicional en Suecia.

Sin embargo, en la búsqueda de que los procesos de enseñanza y aprendizaje se focalicen, no solo en el desarrollo de conocimientos, sino también de habilidades de pensamiento superior en los estudiantes, la estructura de trabajo propuesta por el aula invertida promueve que las habilidades de orden inferior sean realizadas en espacios externos al aula, mientras que en el interior de ella sea posible centrar la atención en el análisis, evaluación y creación. 
Así, con el aula virtual, en primer lugar los estudiantes trabajan los conceptos por sí mismos fuera del horario escolar, usando normalmente vídeos educativos que han sido previamente preparados por sus docentes o terceras personas. También suelen ser frecuentes la escucha de podcasts o la colaboración entre los compañeros en comunidades en línea, implementando el uso de las tecnologías de la información y la comunicación (TIC) en educación. Este trabajo fuera del horario escolar suele incluir un cuestionario con el fin de dar a conocer si han comprendido lo visionado.
En clase, en cambio, el tiempo se emplea para la discusión, resolución de dudas y tareas más creativas que requieran la presencia y el asesoramiento del profesor. Esto puede llevarse a cabo en grupos, o bien individualmente, lo que permite marcar diferentes ritmos para cada alumno según sus capacidades y mejorar el ambiente de trabajo en el aula gracias al rol activo de cada estudiante. Así, se introducen técnicas como la instrucción diferenciada y aprendizaje basado en proyectos.
El aula invertida modifica la clase tradicional basándose en el hecho de que los alumnos identifiquen contenidos disciplinares a través de soportes tecnológicos utilizados fuera del aula, de forma que el docente pueda destinar ese tiempo a otras actividades de participación y colaboración durante la clase.
Además de ayudar a los estudiantes, el aula invertida ofrece a los padres la oportunidad de ver los materiales de clase que utilizan los estudiantes. De esta manera, teniendo la oportunidad de conocer los métodos instructivos de los profesores, se genera en ellos la confianza para ayudar a sus hijos con el mismo estilo de enseñanza y ayuda con las tareas de apoyo.
Esta modificación da génesis a la transformación de las funciones de los actores del proceso de enseñanza y aprendizaje. En concreto, los docentes se transforman en investigadores, generadores de contenido y mediadores del aprendizaje, mientras que los discentes adquieren la responsabilidad de su aprendizaje pasando a desarrollar un aprendizaje autónomo.
A continuación, podemos observar una tabla que recoge las diferencias entre el modelo tradicional y al aula invertida:
| Clase tradicional                                                           | Aula invertida                                                           |
| --------------------------------------------------------------------------- | ------------------------------------------------------------------------ |
| Tiene lugar durante la clase:                                               | Tiene lugar antes de la clase:                                           |
| - La instrucción se lleva a cabo por parte del profesor.                    | - Los estudiantes aprenden gracias a las nuevas tecnologías (Videos...). |
| - Asimilación de la enseñanza por parte del estudiantes.                    | - El alumno asimila el contenido.                                        |
| - El estudiante realiza una actividad que le ayuda a asimilar el contenido. |                                                                          |
| Tiene lugar fuera de clase:                                                 | Tiene lugar durante la clase:                                            |
| - Deberes o tareas para reforzar lo aprendido.                              | - Para afianzar el aprendizaje el alumno comparten la información.       |
|                                                                             | - El docente es quien refuerza la enseñanza.                             |

## Ventajas y desventajas

### Ventajas
Varios autores insisten en los beneficios del modelo pedagógico de la clase invertida para incrementar la interactividad y colaboración dentro de sus clases sin tener que sacrificar contenidos. A continuación se destacan las principales ventajas y desventajas: 
- Convierte el aula en un espacio de trabajo activo y no pasivo como en el modelo tradicional para los estudiantes.[62]
- Desarrolla la creatividad y el pensamiento crítico del estudiante favoreciendo la creación de la autonomía en los alumnos.[62][63]
- Elimina algunos riesgos de incumplimiento del proceso de enseñanza-aprendizaje facilitando el cumplimento de las normas.[62]
- Promueve el aprendizaje centrado en el estudiante y la colaboración porque a menudo se trabaja en pequeños grupos, creando un ambiente de aprendizaje cooperativo.[64]
- Las claves y contenidos son más accesibles porque los estudiantes disponen de estos elementos en Internet.[65]
- El profesorado puede compartir información y conocimiento con los alumnos y sus familias y toda la comunidad educativa.[66]
- Permite ser más eficiente aportando más libertad al profesor.[65][67]
- Este modelo contribuye a la desaparición de los trabajos escolares tradicionales porque cambian los deberes que se pide que el estudiante realice.[68]
- Permite un aprendizaje más personalizado al ritmo de cada alumno.[69]
- Los estudiantes en su mayoría están más involucrados y motivados con su propio aprendizaje.[70]

### Desventajas
- Puede establecer una división de la clase con respecto a la tecnología que cada estudiante tiene a disposición. Hay muchas familias que no tienen acceso a las TIC, lo que da lugar a una marginación a estudiantes con escasos recursos, lo que se conoce como brecha digital.[71]
- Se basa en la preparación y la confianza. Aplicar esta metodología en clase significa confiar en los alumnos porque el docente no tiene la garantía 100% de que los estudiantes realicen la actividad.[71]
- Para que el empleo de dicha estrategia sea exitoso, los estudiantes deben estar preparados a éste porque el éxito depende de la participación de los estudiantes.[71]
- Implica más trabajo para el docente porque tiene que gestionar todos los estudiantes que trabajan con ritmos distintos.[71]
- La posibilidad de un conflicto con las familias: el profesor debe estar preparado a presentar a los padres las ventajas del Aula Invertida.[71]
- Se dedica menos tiempo en preparar los estudiantes a los exámenes. Las pruebas estandarizadas siguen existiendo en las aulas, lo que supone un problema a la hora de aplicar esta metodología.[72]
- Se incrementa el tiempo frente a una pantalla y puede tener consecuencias bien para el aprendizaje (dependendo del estilo de aprendizaje de cada estudiante) y la salud física.[72]
- Se emplea poco el aprendizaje basado en la indagación, porque muchos de los recursos que utilizan los estudiantes, previamente han sido seleccionados por el docente.[72]
- Los profesores deben familiarizarse en el empleo de las TICs.[73]
- Requiere una formación específica del profesorado.[70]

## Eficacia del aula invertida
Hoy en día el modelo del aula invertida no cuenta con una gran base de investigación científica que muestre la eficacia del método. Sin embargo cada vez más existen datos no científicos que defienden que la aplicación del “aula inversa” produce un cambio significativo en el proceso educativo tanto a nivel procedimental como actitudinal.
En un aspecto que coinciden gran parte de los profesores es en el hecho de que este método es exitoso y mejora el aprendizaje para los alumnos que presentan adaptaciones curriculares (N.E.E, estudiantes de idiomas, estudiantes con pocos recursos económicos y estudiantes con altas capacidades). El modelo Flipped Classroom  ayuda a mejorar la responsabilidad y el compromiso de los alumnos, y  les motiva a prestar más atención. Su utilidad es directamente proporcional a la implicación e interés de los alumnos.

### Aprendizaje de idiomas y el aula invertida
Se ha probado este modelo pedagógico en el aprendizaje de idiomas y se ha comprobado que la combinación de la formación presencial con el aprendizaje en línea es el método más eficaz y completo. Desde el punto de vista docente, se aprovecha muchísimo tiempo en el aula física para hablar y que los alumnos hablen entre ellos, practiquen el idioma y así también aprendan nuevo vocabulario. De esta forma, los alumnos trabajan en sus casas los temas que requieren más tiempo y dedicación como el repaso de conceptos o actividades que el profesor indique para el hogar, por ejemplo practicar con videos situaciones reales, logrando estar más preparados para las clases, en las que se llevará a cabo la práctica de pronunciación, ejercicios de gramática, el uso y vocabulario del idioma. Otro punto positivo de integrar el método en la enseñanza de idiomas es la cantidad de contenidos interactivos y multimedia que se pueden dictar, ya que con el uso y avance constante de la tecnología, hace que los contenidos sean más didácticos, interactivos y que hacen que aprender el idioma sea más atractivo y efectivo, respetando los ritmos de aprendizaje individuales.

## Retos del aula invertida
Aplicar el modelo de aula invertida en clases también conlleva retos, algunos de ellos son: 
- Mayor trabajo y el desarrollo de nuevas habilidades: Para poder utilizar con éxito este modelo es necesario que los profesores designen más tiempo para la preparación de sus clases, lo cual resulta ser un aspecto demandante de la labor docente, por lo que el docente deberá realizar un gran esfuerzo para presentar los contenidos.
- Se dispone de mayor tiempo en las clases: Es necesario que los docentes rediseñen sus clases, es decir, que el tiempo efectivo en ellas sea un aspecto motivante y atractivo para el alumno, lo cual lo impulse a aplicar todos aquellos conocimientos adquiridos en casa.
- Expectativas educativas. Es necesario superar una educación tradicionalista centrada en la simple transmisión de conocimientos, se promueve ir más allá y ofrecer nuevas experiencias educativas a las nuevas generaciones. Es pertinente que  los docentes, alumnos, directivos y padres de familia rompan con prejuicios sobre este modelo.
- Nivel de compromiso y participación. Este reto implica la formación de un estudiante con mayor compromiso y dedicación a su proceso de aprendizaje, mismo que deberá prepararse y adquirir los conocimientos suficientes para aplicarlos en el aula.
- Brecha digital. Aún es posible que muchos estudiantes no cuenten con un ordenador y conexión a internet para poder aprender.
- Mayor producción académica. Hoy en día se tiene poca información sobre el tema de aula invertida, por lo que es importante desarrollar investigación en diversos enfoques para comprender sus beneficios y aplicaciones en el aprendizaje y la enseñanza.
- En tiempos de pandemia COVID-19.[77]

## La evaluación en el aula invertida
La evaluación educativa la consideramos como un factor determinante en todo el proceso de aprendizaje. Evaluar con un modelo pedagógico como es el aula invertida o Flipped Classroom, implica necesariamente, evaluar de otro modo, personalizando la evaluación al igual que todo el modelo pedagógico.
Con la implantación de modelos pedagógicos diferentes, debemos evaluar también de forma distinta, adaptada a esta nueva innovación. En el caso español, actualmente la ley que nos regula el sistema de evaluación, requiere para el proceso de aprendizaje una evaluación inicial, formativa o continua y final o sumativa. La necesidad de que se tenga una evaluación formativa donde el estudiante reciba feedback a tiempo, con el objetivo de poder solucionar problemas, resolver dudas, errores y poder seguir con el proceso de aprendizaje, con independencia del tipo de actividad que sea.
El  modelo Flipped Learning de Bergmann (2016), sigue una estrategia clara de evaluación como: visionar los videos antes del visionado por parte de los alumnos, y evaluarlo de forma que el mismo incluya además de la información y los conceptos que pretendemos adquiera el alumno, elementos interactivos de aprendizaje para que el alumno pueda interactuar. Evaluación de las actividades de clase (la evaluación formativa), y evaluación de la actividad docente, interacción entre pares en la conversación, investigación, resolución de problemas.
La evaluación inicial en el aula invertida, al igual que en otros modelos pedagógicos, podemos realizarla al inicio de cada unidad didáctica, con el simple objetivo de tener una idea del grado de conocimiento que los alumnos tienen sobre esta materia. Lo podemos realizar basándonos en el uso de herramientas y aplicaciones de formularios como las que tiene Google (Google Forms),u otras herramientas similares como son: SurveyMonkey, Formdesk, QuestionPro o Typeform.

## Ejemplos de evaluación en la clase invertida
- Monitorización educativa del proceso: la metodología de monitorización educativa del proceso, como aprendizaje significativo del Flipped Classroom en la evaluación, se divide en varias fases.[82]

Primero, agrupamiento del grupo-clase y visionado de vídeos para actividad de debate, los cuales se elaboran con herramientas del tipo PowerPoint, Poowtoon, Camtasia Studio, o por medio del smartphone. El visionado de vídeos es de forma individual en casa. Deben anotar cada uno las ideas principales extraídas en una herramienta mural que será común para el  grupo, (Pdlet, Gloster, Popplet), donde de forma individual se aportan las  explicaciones. Podemos realizar una evaluación inicial individualizada del grado de comprensión de los recursos expuestos.
En la fase de debates, la evaluación se hace mediante rúbrica. Evaluación grupal de los argumentos, material trabajado, etc.
Como fase final, se realiza una prueba final mediante algunas de las herramientas interactivas  tipo a Socrative,  EDPuzzle, Edmodo o Google Forms.

## Modelos similares
Existen otros modelos que se han desarrollado bajo otras denominaciones. Por un lado, se encuentra el de Instrucción entre pares (en inglés, Peer instruction) (PI) desarrollado por el profesor de Harvard Eric Mazur, que incorpora una técnica denominada “Enseñanza just-in-time”  como un elemento complementario al modelo FC (Flipped Classroom), la cual permite al profesor recibir retroalimentación de los estudiantes el día antes de la clase para que él pueda preparar estrategias y actividades para centrarse en las deficiencias que puedan existir en los estudiantes en la comprensión del contenido.
El modelo Blended Learning (B-learning) o aprendizaje mixto es un modelo de enseñanza - aprendizaje que combina la enseñanza presencial con la enseñanza no presencial a través de TICS.
Puede resultar igual que aula invertida, pero existe una gran diferencia en cuanto a los recursos y materiales digitales utilizados; ya que los recursos de la metodología B- Learning son para completar y desarrollar más los contenidos expuestos en la clase presencial por el docente.

## WhatsApp como herramienta de apoyo
Combinando las características del aprendizaje electrónico móvil y las del WhatsApp, esta plataforma se puede utilizar como herramienta educativa, presentando como ventaja un curso de la información de forma rápida y en tiempo real, para poder intercambiar puntos de vista fortaleciendo el aprendizaje colaborativo y propiciando la interactividad entre maestro, compañeros y grupos de trabajo en cualquier horario. De este modo se pueden compartir videos, grabaciones, fotos, enlaces e información de la red de forma inmediata. Esta retroalimentación rápida, permite la evaluación por el maestro mediante la aplicación, sirve como recordatorio para responder dudas o tutorías en línea y propone trabajar en un ambiente relajado, que permita resolver actividades, motivar a los estudiantes, etc.

## Tipos

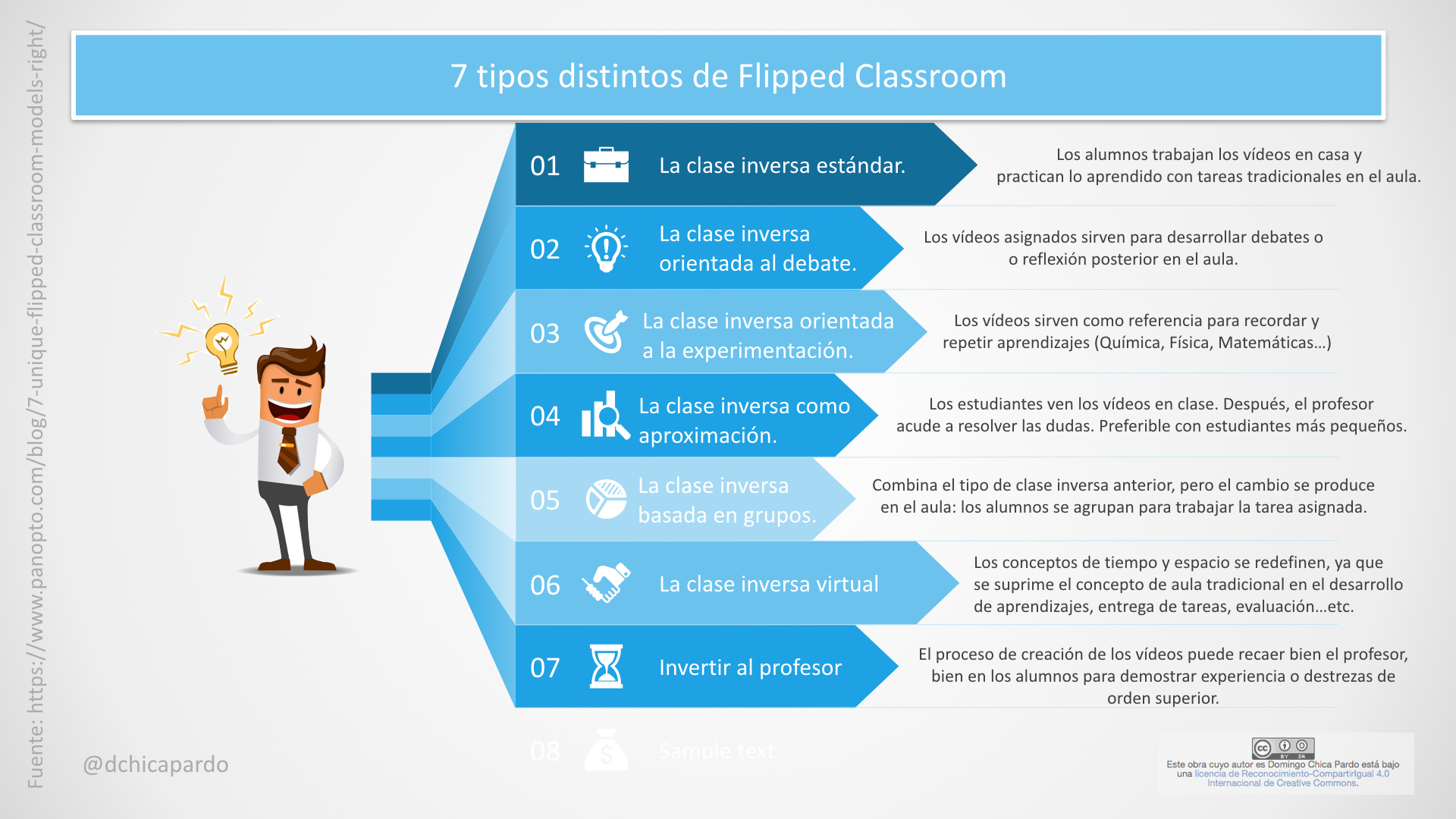
7 posibles aplicaciones de flipped de classroom que se pueden utilizar en la actualidad.

Se distinguen 7 tipos de aulas invertidas:
- Clase inversa estándar, donde los alumnos trabajan los vídeos en casa y posteriormente en clase practican lo aprendido. Sirve al docente como medio para comprobar si se ha adquirido el conocimiento, corrigiendo cuando sea necesario.
- Clase inversa orientada al debate. A través de vídeos se inicia en el aula un debate. Esta modalidad es interesante con alumnos a partir de 11-12 años, ya que están dentro de la etapa de Operaciones Formales según Piaget, son más maduros y están capacitados en la exposición de ideas propias. Véase Teoría del desarrollo cognitivo de Piaget
- Clase inversa orientada a la experimentación. Los vídeos sirven para apoyar, recordar o repetir el aprendizaje del aula. Se muestra un tutorial de un proceso que el alumnado debe ser capaz de reproducir en el aula.
- Clase inversa como aproximación o falsa aula invertida, se utiliza para edades más tempranas donde el vídeo y el apoyo del maestro se da en el aula.
- Clase inversa basada en grupos, la tarea en el aula se realiza en grupos. Partiendo de nuevo de material enviado a casa, en clase se realiza un trabajo grupal, de este modo se fomenta el trabajo cooperativo. Se puede enviar material distinto a cada miembro del grupo y así trabajar con la metodología de alumnado experto, donde cada uno enseñe al resto del grupo unos conceptos determinados.
- Clase inversa virtual, pasando a un sistema de aprendizaje en línea. Este método es usado en universidades, áreas rurales o con alumnado que por diversos motivos no puede asistir a clase. El alumno/a podrá trabajar los contenidos en línea y ser tutorizado por un docente.
- Invertir al profesor, es el alumno o alumna quien ocupa el papel del docente, preparando una clase o un vídeo. La teoría de aprendizaje de William Glasser sostiene que el mayor nivel de conocimiento se adquiere al enseñar lo aprendido.

## Aula invertida junto a otros enfoques educativos
- Flipped learning + Peer instruction: método interactivo basado en el trabajo colaborativo que ha demostrado ser efectivo en áreas como ciencia, tecnología, ingeniería y matemáticas (Dumont, 2014). Concretamente consiste en compartir con otros estudiantes una respuesta diferente a la propia y explicar las razones que sustentan a la misma para aprender el uno del otro. En este proceso se analizan los razonamientos más allá de las respuestas. En algunos casos, las explicaciones de los propios alumnos a sus pares pueden resultar más claras y enriquecedoras que las del propio profesor (Mazur, 2013).

- Flipped mastery learning: cuando el modelo de Aprendizaje invertido se usa de manera más avanzada y se desea llevar el conocimiento a un siguiente nivel. Los educadores comienzan por organizar el contenido en torno a objetivos específicos. Los estudiantes trabajan en los contenidos de curso a su propio ritmo y al llegar al final de cada unidad, deben mostrar dominio de los objetivos de aprendizaje antes de pasar al siguiente tema y así sucesivamente (Bergmann y Sams, 2013). Los alumnos pueden mostrar evidencias de su aprendizaje a través de vídeos, hojas de trabajo, relatos experimentales, programas, proyectos, ejemplos, entre otros.

Hay dos retos en el modelo de flipped-mastery: el primero se basa en entregar la instrucción a los estudiantes cuando estos tienen diferentes niveles de aprendizaje y comprensión de los temas. El segundo reto es llevar a cabo la evaluación sumativa cuando el alumno tenga que evaluarse más de una vez.
- Flipped adaptive learning: la combinación de Aprendizaje invertido y otros enfoques pedagógicos como Aprendizaje adaptativo puede ayudar a los educadores a obtener información de las áreas de aprendizaje que dominan sus alumnos y aquellas en las que aún presentan deficiencias o tienen que mejorar. Este conocimiento puede apoyar al maestro a determinar la forma de organizar y administrar el tiempo de clase con el objetivo de maximizar el aprendizaje del estudiante (Yilmaz-tuzun, 2008).

- Flipped learning + gamificación: un paso adelante en el modelo de Flipped-Mastery sería añadir elementos de Gamificación en el proceso de aprendizaje. Gamification es la aplicación de mecanismos de juego en situaciones no relacionadas directamente con juegos. La idea básica es identificar qué es lo que hace motivador a un juego y ver cómo se puede aplicar en el modelo de enseñanza-aprendizaje (en este caso sería el Flipped-Mastery). Los resultados de la investigación Fun Theory demostraron que la diversión puede cambiar considerablemente el comportamiento de las personas en un sentido positivo, mismo efecto que tiene en la educación (Volkswagen, 2009).[89]

Para que funcione, hay que ponerse en el lugar del alumno. Conocer sus gustos, aficiones y adaptar la gamificación a ellos. Un ejemplo sería convertir las clases de educación física en un videojuego tan conocido por ellos como es el FIFA
- Flipped learning + Aprendizaje cooperativo: también puede existir una simbiosis o complementación entre la técnica del aula invertida y el aprendizaje cooperativo. Las tareas, también comúnmente conocidas como “deberes” se realizan conjuntamente y en cooperación con el grupo ya que, el docente traslada el tiempo empleado a la explicación de la materia al método aula invertida, o tarea en casa. De esta forma, el alumno ha de asimilar y comprender el contenido de más peso teórico en casa, a través de las grabaciones elaboradas por el profesor, y el tiempo en clase queda dedicado a la elaboración de tareas y resolución de problemas y/o dudas mediante aprendizaje cooperativo (Fortanet , González , Mira Pastor y  López Ramón, 2013).[91]´

- Flipped learning + Aprendizaje basado en retos: el aprendizaje basado en el Reto (CBL) es una iniciativa introducida por Apple para su uso en la educación superior. Se trata de un modelo estructurado del curso que tiene una base en las estrategias metodológicas inductivas. En vez de presentar a los estudiantes un problema para resolver, el CBL ofrece conceptos generales de los que los estudiantes obtienen los retos que tendrán que abordar. Además, el CBL fomenta el uso de las tecnologías web y móviles, tales como herramientas y wikis colaborativos, que están disponibles para los estudiantes, pero que no se utilizan a menudo en los cursos. Este modelo es, con frecuencia, interdisciplinar en su enfoque, y alienta proyectos que involucran a la comunidad en general. La combinación de lo que permite a los estudiantes elegir su desafío y la vinculación de estos desafíos a la interacción de la comunidad aumenta la inversión de los estudiantes en un resultado productivo.

Constituye una aproximación multidisciplinar muy atractiva cara al alumno y su aprendizaje. Motiva a que los estudiantes aprovechen la tecnología que utilizan en su vida diaria para resolver problemas del mundo real. Su esencia es colaborativa y exige que los estudiantes trabajen con otros estudiantes, sus profesores y expertos en sus comunidades de todo el mundo para desarrollar un conocimiento más profundo de los temas que estén estudiando. Asumir y resolver los retos, actuar, compartir su experiencia, es parte importante de su esencia didáctica y todo ello aprovechando las posibilidades ubicuas de las tecnologías en un entorno aula invertida.
- Flipped learning + Teachback: el enfoque educativo Teachback supone una recapitulación de la información que ha sido proporcionada con anterioridad por el profesor. Esta recapitulación suele realizarse a través de sistemas de respuesta del alumnado, lo que proporciona una retroalimentación permanente. Teachback permite a los estudiantes y a los profesores involucrarse en los diálogos en línea y debates acerca del material tratado en clase. El objetivo principal de esta combinación es crear clases más interactivas, haciendo participar a los estudiantes tras el visionado del vídeo siguiendo el modelo de aprendizaje Aula invertida. Además, este enfoque proporciona información muy útil al profesor acerca de la actuación, participación y compromiso de los discentes.[93]

- Flipped learning + Realidad Virtual: una de las ventajas del modelo de aprendizaje Flipped es el aula como espacio de trabajo activo. Por ello, esta combinación logra enriquecer los tiempos en el aula a través de actividades motivadoras que provocan que los estudiantes se adentren en un mundo virtual y se involucren en el aprendizaje. La realidad virtual resalta, entre otras muchas cosas, por la estimulación de los sentidos y el desarrollo de ciertas habilidades.[94]

## ¿Cuándo usar flipped learning?
Etapa Educación Infantil: Durante esta etapa la implementación del aula invertida es diferente pero no es imposible. En esta etapa educativa resulta más complicado pensar en plantear módulos sobre los que producir recursos. Sin embargo, los conceptos matemáticos, el proceso de lectura-escritura, así como los conceptos de conocimiento del medio, son susceptibles de ser enseñados en vídeo desde una edad temprana. 
En este caso el rol de las familias se hace más patente, ya que en esta etapa deben ser los padres los que utilicen las TIC al servicio del aprendizaje de los hijos.
Etapa Educación Primaria: Durante esta etapa es muy importante motivar a los alumnos, para mantenerlos enganchados al proceso de enseñanza-aprendizaje. Sin embargo la realidad muestra que existen muchos alumnos con problemas emocionales, actitudinales o de motivación estos problemas derivan en Fracaso escolar. Utilizar esta tendencia ayudará a los alumnos a trabajar en equipo, convivir en el aula y a crear un vínculo afectivo entre colegio-alumno-familia, el cual es esencial en este proceso de E-A.
Etapa Educación Secundaria: En etapa existe un cambio emocional y de búsqueda de intereses personales, las TIC son un instrumento que les llama mucho la atención por lo que unido al Trabajo colaborativo ( entre alumnos o alumnos-familia) lleva a un buen estímulo para aprender.
Educación Superior: En modalidades de Educación a distancia o Educación en línea  flipped learning ofrece ventajas, ya que permite visualizar tantas veces como sea necesaria los videos, y no limita en espacio y tiempo.
Educación Universitaria: En la práctica, las aulas universitarias prosiguen con la lección magistral-expositiva, por lo que no se consigue la retroalimentación indispensable para una adquisición real y progresiva de las competencias.  
El aula invertida en las Universidades constituye una oportunidad para recuperar y profundizar en los principios metodológicos del EEES, liberando al aula de tiempo que se puede destinar para un auténtico entrenamiento en competencias.

## Herramientas útiles para el aula invertida
Las herramientas que se pueden utilizar en el aula invertida son múltiples y variadas. A continuación, se hace una síntesis de algunas de las herramientas más utilizadas en este modelo de enseñanza-aprendizaje que han sido clasificadas sobre la base de su utilidad dentro del aula invertida.
- Herramientas para la gestión de contenidos: se necesita tener una plataforma en abierto o de acceso limitado para la difusión de los contenidos que se pretende que sean visualizados. Las herramientas más utilizadas para la difusión de contenidos son:
  - Recursos educativos abiertos
  - Blog
  - LMS (Sistemas de Gestión de Aprendizaje) como Moodle, Edmodo y ExeLearning
  - Red social
  - JClic
  - WordPress
  - EVEA (Entorno Virtual de Enseñanza y Aprendizaje)

- Herramientas para la edición de contenidos: se pueden utilizar distintas herramientas de edición para elaborar presentaciones más o menos formales. Algunas aplicaciones ofrecen en su versión gratuita un enlace a una dirección URL en la que se edita la presentación en línea y otras como Microsoft PowerPoint, ofrecen la herramienta de edición de un vídeo de la presentación una vez terminada.
  - Prezi
  - Powtoon
  - Microsoft PowerPoint
  - Genial.ly
  - Emaze
  - Slideshare
  - Scribd[97]
  - CmapTools
  - Mindomo
  - Keynote (iOS)
  - Windows Movie Maker
  - iMovie (iOS)
  - Lumen5

- Herramientas que funcionan como banco de contenidos: también son útiles los bancos de contenidos en los que los recursos multimedia y los contenidos ya están editados.
  - Podcasting
  - Video educativo
  - Screencast
  - Wiki
  - Blubbr
  - Youtube
  - Vimeo
  - Dailymotion

- Herramientas para crear murales virtuales: con este tipo de herramienta podremos incorporar a nuestros murales: texto, vídeo, imágenes, audios, enlaces y otros materiales como documentos PDF, Word, Power Point, entre otros.
  - Padlet
  - Glogster
  - Murally
  - Lino

- Herramientas para creación y evaluación de contenidos de texto: este tipo de herramientas proporciona una plataforma a través del cual se pueden crear, distribuir y evaluar las actividades de lectura. Los alumnos dejan de ser solo espectadores para poder participar en una lectura complementada por preguntas y herramientas de apoyo.
  - Actively Learn

- Herramientas de evaluación: hay herramientas que permiten insertar cuestionarios en los vídeos editados. Estas herramientas resultan muy útiles para saber si los alumnos consultan los vídeos dado que las respuestas son enviadas al profesor. También permiten saber los puntos del vídeo que resultan más complicados de entender sobre la base de las analíticas de resultados. Entre las más populares destacan:
  - Playposit (antes Educanon)
  - EDpuzzle
  - Kahoot!
  - Socrative
  - Quizlet
  - Gnowledge
  - Google Drive

- Herramientas para debatir acerca de los vídeos: permite abrir debate relacionado con el contenido de los vídeos o añadir preguntas que deberán contestar los estudiantes con posterioridad. 
  - Vialogues[98]
- Herramientas con Realidad Aumentada:
  - CBL con Realidad Aumentada
  - WallaMe
  - Metaverse